# Église Saint-Joseph de Porterie
 (août 2024).
Si vous disposez d'ouvrages ou d'articles de référence ou si vous connaissez des sites web de qualité traitant du thème abordé ici, merci de compléter l'article en donnant les références utiles à sa vérifiabilité et en les liant à la section « Notes et références ».
L'église Saint-Joseph de Porterie est une église située dans le quartier Saint-Joseph de Porterie à Nantes. Elle a  été construite au milieu du XIXe siècle, après la création de la paroisse du même nom. Ses plans furent choisis sur le catalogue de l'architecte Joseph-Fleury Chenantais. Elle est actuellement l'un des deux clochers de la paroisse Saint-Joseph-et-Saint-Georges.

## Histoire
Au début du XIXe siècle, Porterie n'était constitué que de hameaux regroupant quelques fermes, dépendant religieusement de la paroisse Saint-Donatien et administrativement, depuis la Révolution, de la ville de Nantes. L'éloignement de la population vis-à-vis de l'église paroissiale distante de près de 5 km et l'état des routes qui y menaient, poussèrent en décembre 1844, les grands propriétaires terriens de Porterie, à adresser une pétition à l'évêque de Nantes, Jean-François de Hercé afin de réclamer la création d'une paroisse spécifique. En février 1845, le maire de Nantes Ferdinand Favre et son conseil municipal émettent un avis favorable à la demande. Le roi Louis-Philippe répondit donc favorablement à cette requête en signant en ce sens l'ordonnance du 12 novembre 1845 créant la « paroisse de Saint-Joseph de Portricq ».
Le 30 septembre 1846, l'édifice reçoit la bénédiction solennelle de Jean-François de Hercé.
La nouvelle paroisse, forte de 843 âmes réparties sur 960 hectares, n'avait pas attendu sa création officielle pour commencer la construction de l'église Saint-Joseph dont les plans furent choisis sur le catalogue de l'architecte Joseph-Fleury Chenantais, puisqu'un rapport du 14 juin 1845 mentionne : « L'église est en construction ; engagement a été pris de fournir un presbytère ». Le 30 septembre 1846, l'édifice reçoit la bénédiction solennelle de Jean-François de Hercé. C'est autour de ce nouveau lieu de culte que le bourg va prendre forme.
Après la création du presbytère et du cimetière, la paroisse se dote d'un conseil de fabrique. Le 9 décembre 1850, le bourg voit la création d'une première école, née d'une initiative privée. Bien que dénommée « école de garçon », elle accueille également des filles jusqu'à ce qu'un deuxième établissement géré par les sœurs de Saint-Gildas, leur soit dédié quatre ans plus tard. Cependant, la loi de séparation des Églises et de l'État voté en 1905, mettra six ans à être appliquée à Saint-Joseph, du fait de l'influence importante que l'Église avait sur les habitants de la paroisse.